# Mesocletodes katharinae
Mesocletodes katharinae är en kräftdjursart som beskrevs av Jacques Soyer 1964. Mesocletodes katharinae ingår i släktet Mesocletodes och familjen Argestidae. Inga underarter finns listade i Catalogue of Life.